# Wilhelm Kienzl
Wilhelm Kienzl (Waizenkirchen, 1857. január 17.  – Bécs, 1941. október 3.) osztrák zongoraművész, zeneszerző, karmester.

## Élete
1860-ban Grazba költöztek és ott kezdett hegedülni és zongorázni. 1870-től Frédéric Chopin egykori iskolatársánál, Louis Stanislaus Mortier de Fontaine-nél vett zongoraleckéket. 1874-től Bécsben tanult zeneszerzést, zenetörténetet, zeneesztétikát pedig Eduard Hanslicknél. 1876-ban Prágában, 1877-ben Lipcsében képezte tovább magát, majd rövid ideig Liszt Ferenc tanítványa volt Weimarban. Ezekben az években kezdte látogatni a Bayreuthi Ünnepi Játékokat, és élete végéig csodálta Richard Wagner zenéjét. 1873-ban Friedrich von Hauseggerrel és Friedrich Hofmann építésszel létrehozta a grazi Richard Wagner Egyesületet (ma Osztrák Richard Wager Társaság).
1879-től, tanulmányainak befejezése után, mint zongorista és karmester járta Európát. 1883-ban az amszterdami Német Opera igazgatója lett, de hamarosan visszatért Grazba, ahol 1886-ban átvette a Stájerországi Zeneegylet vezetését és a konzervatóriumban is vállalt feladatokat. 1890–91-ben Hamburgban a Városi Opera karmesterévé nevezték ki, de hamarosan megváltak tőle, mert kedvezőtlen kritikákat kapott. A helyét Gustav Mahler vette át. 1894-ben írta harmadik, leghíresebb operáját, a Der Evangelimann címmel. Az 1897-ben írt Don Quixote operája már kisebb sikert aratott. A Der Kuhreigen operáját 1911. november 23-án mutatták be Bécsben és később is viszonylag gyakran műsorra tűzték.
1917-ben Bécsbe költözött. Felesége, Lili Hoke wagner énekesnő 1919-ben Bad Aussee-ben meghalt. 1921-ben feleségül vette Henny Bauer librettistát, a három utolsó operájának szövegkönyvíróját. 1920-ben Kienzl megzenésítette Karl Rennernek a Deutschösterreich, du herrliches Land című költeményét, amely 1929-ig az Első Osztrák Köztársaság nem hivatalos himnuszának számított. 1936-tól már nem komponált egészségi okok miatt. 1937-ben Aranygyűrű kitüntetést kapott Bécs városától. 1926-ban jelent meg Stuttgartban önéletrajza.
Engelbert Humperdinck és Siegfried Wagner mellett Wilhelm Kienzl volt a legjelentősebb a romantikus Wagner-követő zeneszerzők között. Megkapta Graz tiszteletbeli polgára kitüntetést. Bécsben parkot, Grazban, Seiersbergben, Leibnitzben és Vöcklabruckban utcát neveztek el róla. Paudorfban és waizenkircheni szülőházában múzeumot rendeztek be. Halálának 10. és születésének 150. évfordulójára az Osztrák Posta bélyeget bocsátott ki.

## Válogatott szerzeményei

### Operák
- Urvasi
- Heilmar der Narr
- A bibliás ember
- Don Quixote
- In Knecht Ruprechts Werkstatt (karácsonyi meseopera)
- Der Kuhreigen
- Das Testament
- Hassan der Schwärmer

### Melodrámák
- Die Brautfahrt
- Die Jungfrau und die Nonne
- Eine Marienballade von François Villon

### Kamarazene
- 3 Phantasiestücke für Violine und Klavier
- Klaviertrio f-Moll
- Streichquartett Nr. 1 b-Moll
- Streichquartett Nr. 2 c-Moll
- Streichquartett Nr. 3 E-Dur
- Waldstimmungen für 4 Hörner

### Zongoraművek
- Skizzen
- Kahnszene
- Bunte Tänze
- Aus alten Märchen
- Aus meinem Tagebuch
- 30 Tanzweisen
- Scherzo a-Moll
- Kinderliebe und -leben
- Romantische Blätter
- Tanzbilder
- Daheim!
- Dichterreise
- Carneval
- Bilder aus dem Volksleben
- Neue Klavierstücke
- O schöne Jugendtage!
- 20 Stücke in Ländlerform

## Művei magyarul
- A bibliás ember. Zenés színjáték; szöveg, zene Kienzl Vilmos, a szöveg Meissner Flóriánnak Egy rendőrbiztos iratai c. történetén alapszik, ford. Radó Antal; Müller Ny., Bp., 1896

## Fordítás
- Ez a szócikk részben vagy egészben a Wilhelm Kienzl című német Wikipédia-szócikk ezen változatának fordításán alapul.  Az eredeti cikk szerkesztőit annak laptörténete sorolja fel. Ez a jelzés csupán a megfogalmazás eredetét és a szerzői jogokat jelzi, nem szolgál a cikkben szereplő információk forrásmegjelöléseként.